# St. Johann (Württemberg)
St. Johann ist eine Gemeinde auf der Schwäbischen Alb etwa acht Kilometer östlich von Reutlingen. Der Sitz der Gemeindeverwaltung ist Würtingen. St. Johann ist mit 44,2 % seiner Gemarkung ein Teil des Biosphärengebiets Schwäbische Alb.

## Geographie

### Geographische Lage

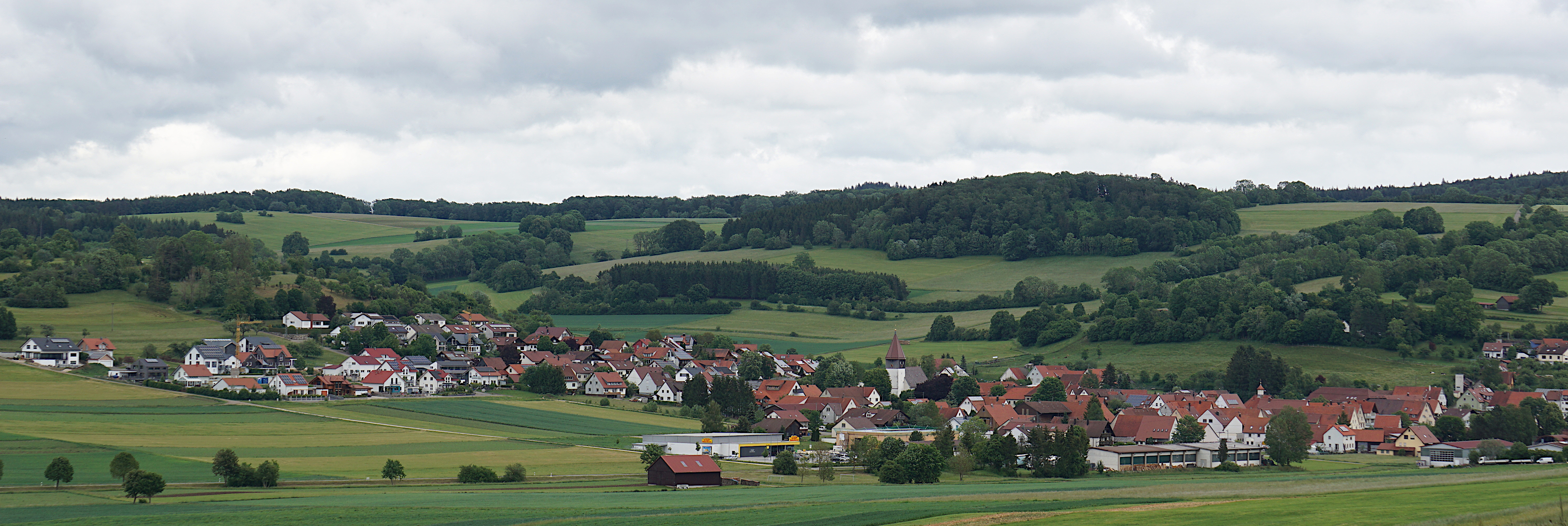
Der Ortsteil Gächingen

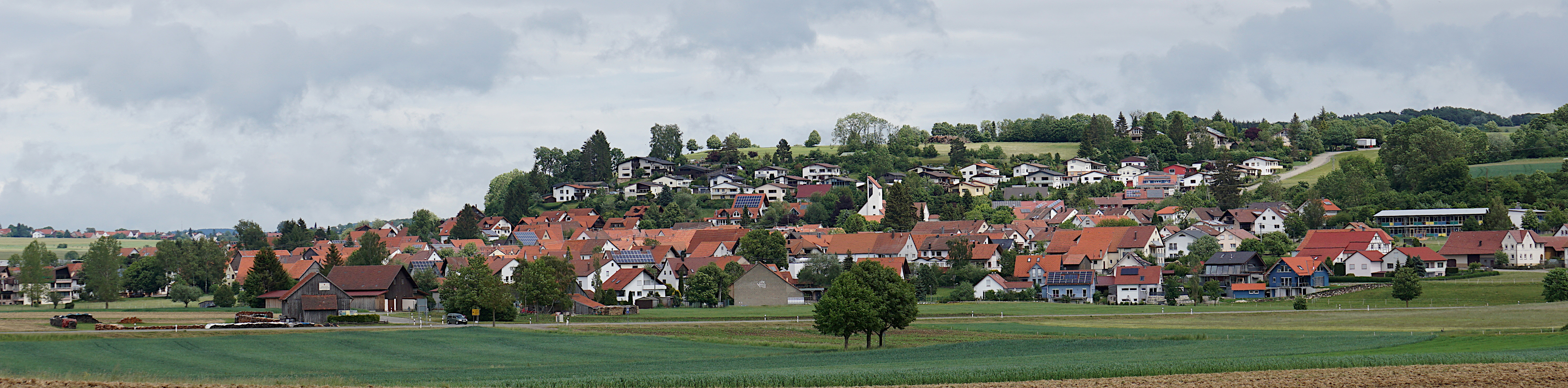
Der Ortsteil Lonsingen

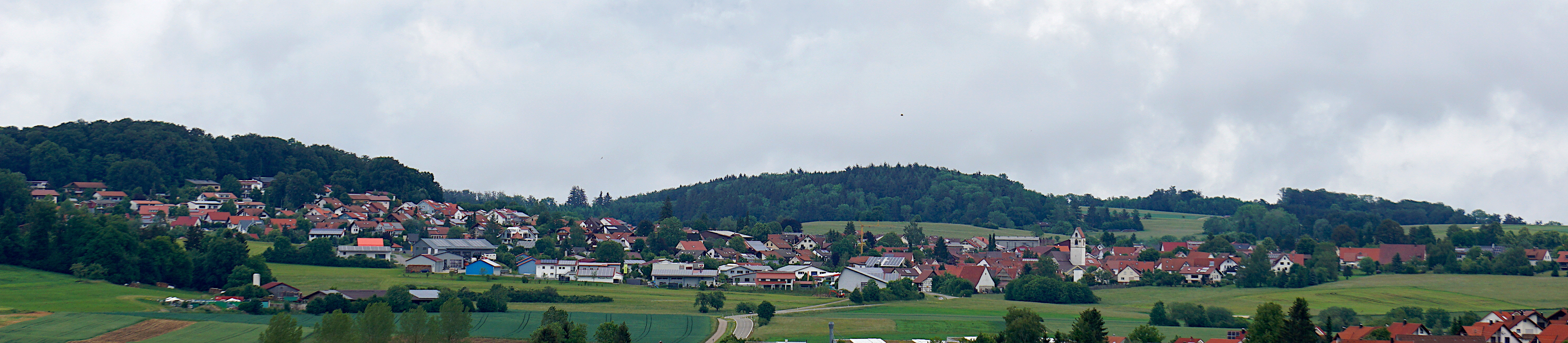
Der Ortsteil Upfingen

Die sechs Ortsteile der Gemeinde (Bleichstetten, Gächingen, Lonsingen, Ohnastetten, Upfingen und Würtingen) liegen auf der Albhochfläche über ein weites Gebiet verstreut.

### Nachbargemeinden
Die nachfolgend genannten Städte und Gemeinden grenzen an die Gemeinde St. Johann. Sie werden im Uhrzeigersinn beginnend im Norden genannt und gehören zum Landkreis Reutlingen:
Dettingen an der Erms, Bad Urach, Münsingen, Gomadingen, Engstingen, Lichtenstein, Pfullingen, Eningen unter Achalm und Metzingen.

### Gemeindegliederung
Die Gemeinde besteht aus den Gemeindeteilen und früher selbstständigen Gemeinden Bleichstetten, Gächingen, Lonsingen, Ohnastetten, Upfingen und Würtingen. Zu den Gemeindeteilen Bleichstetten, Lonsingen, Ohnastetten und Upfingen gehören jeweils nur die gleichnamigen Dörfer. Zum Gemeindeteil Gächingen gehören das Dorf Gächingen, das Gehöft Birkenhof und das Haus Tiefental und zum Gemeindeteil Würtingen gehören das Dorf Würtingen und die Höfe Fohlenhof und St. Johann.
Im Gemeindeteil Bleichstetten liegt der abgegangene 1681 erbaute und 1828 abgebrochene Hof Rutschenhof. Im Gemeindeteil Gächingen liegt die Wüstung Zizelhausen. Der Name Zizelhausen besteht noch als Flurname im Süden der Gemarkung. Die älteste Erwähnung als Zozihuhus datiert auf das Jahr 760, weitere Nennungen sind Zusenhusen aus dem Jahr 1318 und Uzilishusin um 1100, die jedoch nicht mit Sicherheit dieses Dorf benennt. Im Norden des Gemeindeteils Upfingen liegt der abgegangene Ort Bickelhausen. Im Gemeindeteil Würtingen liegen die Wüstungen Burkhausen als Burkhusin um 1100 erwähnt. Heselbuch, das im 11. Jahrhundert als villa Hesilibuoch genannt wird, der 1290 als curia Horgenloch genannte Ort Horgenloch und das 1454 genannte Gehöft Taubenhof.

### Schutzgebiete
Mit dem Upfinger Ried im Osten und dem Ohnastetter Bühl im Westen gibt es auf der Gemeindefläche zwei Naturschutzgebiete. Im Norden liegt das Landschaftsschutzgebiet Reutlinger und Uracher Alb und im Süden das Landschaftsschutzgebiet Großes Lautertal. Der Ohnastetter Bühl gehört zum FFH-Gebiet Albtrauf Pfullingen, die Flächen um den Stöckberg und die Hohe Warte zur Uracher Talspinne sowie zum Vogelschutzgebiet Mittlere Schwäbische Alb.
Ein großer Teil der Gemeindefläche gehört zum Biosphärengebiet Schwäbische Alb. Eine Kernzone ist am Guckenberg im äußersten Osten ausgewiesen.

## Geschichte

### Überblick
Sämtliche Orte der Gemeinde St. Johann gehörten schon seit dem 13. Jahrhundert zu Württemberg. Bei der Gründung des Königreichs Württemberg 1806 wurde die Zugehörigkeit der altwürttembergischen  Ortschaften zum Oberamt Urach fortgeführt. Erst durch die Kreisreform während der NS-Zeit in Württemberg 1938 gelangten Bleichstetten, Ohnastetten und Würtingen zum Landkreis Reutlingen, wohingegen Gächingen, Lonsingen und Upfingen dem Landkreis Münsingen zugeschlagen wurden. 1945 wurden die sechs Gemeinden Teil der Französischen Besatzungszone und kamen zum neu gegründeten Land Württemberg-Hohenzollern, das 1952 im Land Baden-Württemberg aufging.
Am 1. Februar 1972 wurde Bleichstetten nach Würtingen eingemeindet.
Durch die Kreisreform in Baden-Württemberg gelangten auch Gächingen, Lonsingen und Upfingen 1973 zum Landkreis Reutlingen.
Am 1. Januar 1975 wurden die Gemeinden Gächingen, Lonsingen, Ohnastetten, Würtingen und Upfingen zur neuen Gemeinde Würtingen zusammengeschlossen. Die neue Gemeinde wurde am 1. September 1976 nach dem Gestütshof St. Johann umbenannt.

### Gächingen

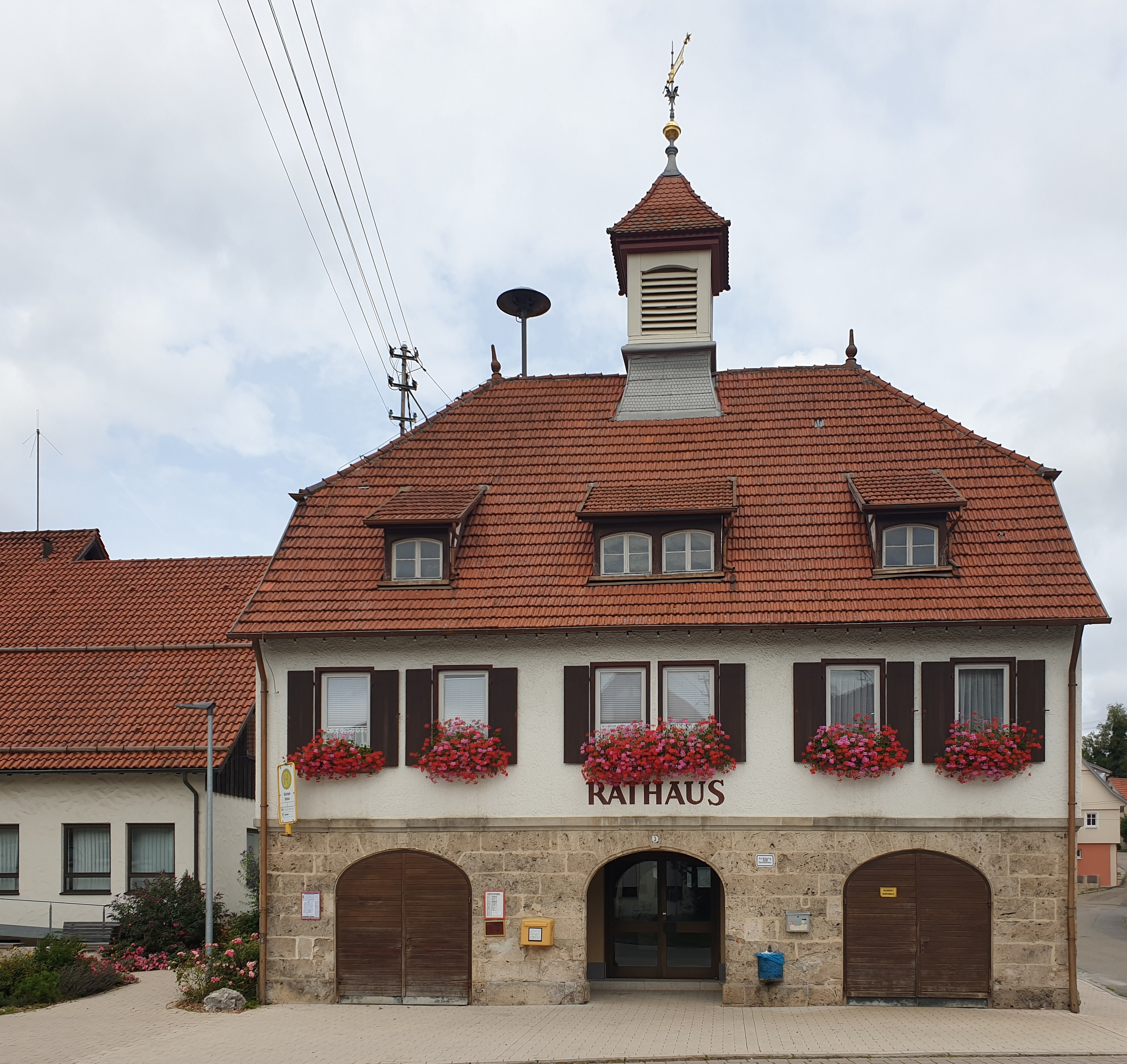
Rathaus in Gächingen (2024)

Gächingen galt schon früh als Hauptort des Kirchspiels. Obwohl der Name erst 1446 erscheint, ist der Zusammenschluss der Kirchspielgemeinden (Bleichstetten, Gächingen, Gomadingen, Kohlstetten, Lonsingen, Ohnastetten, Sirchingen, Upfingen und Würtingen) älter. Mittelpunkt war entweder der Kirchberg bei Gächingen oder die Martinskirche zu Gomadingen. Schon 1275 waren es vier Pfarreien. Kam mit Urach Mitte des 13. Jahrhunderts an Württemberg. Im 14. Jahrhundert erwarb Kloster Offenhausen Güter im Ort. Die Ortsteile Upfingen, Ohnastetten und Würtingen werden erstmals 1138 auf einer Urkunde des Klosters Zwiefalten genannt. Bleichstetten wurde 1102, Lonsingen 1268 und Gächingen 1275 schriftlich festgehalten.
Im Dreißigjährigen Krieg wurde der Ort Lonsingen komplett zerstört.

### Würtingen
Der Ort war schon zu Zeiten der Alemannen besiedelt. Auf dem Hirnberg befand sich ein alter Fürstensitz. Der Hartberg birgt alte Mauerreste – der Sage nach Reste einer alten Burg. Weiterhin ist die Gemarkung reich an Grabfunden und an Römerspuren (Münzfunde von Mark Aurel, Ziegelfunde in der Lammstraße).
Der alte Heeresweg führte von Gächingen her durch das Degental zwischen Würtingen und Ohnastetten hinab nach Eningen. Auf „Holzwiesen“ am Laisenweg sind Gräben, die Schanzgräben genannt werden. Eine Stelle in Richtung Übersberg heißt „Haußemer Mäuerle“. Dem Namen nach sind dies weitere Befestigungen oder Schanzen. Im Dreißigjährigen Krieg und in den nachfolgenden Erbfolgekriegen (1688–1714), wurden zur Verteidigung solche Erdwälle aufgeschüttet.
Würtingen gehörte von alters her zur Grafschaft Urach und fiel mit ihr an das Haus Württemberg. Zusammen mit unter anderem Gächingen und Upfingen organisierte sich Würtingen im Kirchspiel, das Teil des Uracher Amtes war.
Im Bauernkrieg suchten der Würtinger Singerhans und der Bleichstetter Konrad Griesinger Anschluss an das Bauernheer des Bantelhans, einem ehemaligen Soldaten aus Dettingen/Erms. Am 17. Mai 1514 wurden sie auf dem Weg dorthin samt ihren Getreuen vom Uracher Förster aufgegriffen. Griesinger entkam schwer verletzt. Der Singerhans wurde nach Urach abgeführt und am 21. Juni peinlich befragt, wobei er nichts verriet. Später wurde er mit dem Bantelhans auf der Festung Hohenneuffen inhaftiert.
Im Dreißigjährigen Krieg wurde auch Würtingen hart mitgenommen. Im Kirschenkrieg 1631 zündeten die kaiserliche Truppen unter Egon VIII. von Fürstenberg den Ort an und brannten 24 Gebäude nieder. Nach der Schlacht von Nördlingen 1634 führte die Belagerung von Burg Hohenurach zu anhaltenden Plünderungen. Dabei tat sich besonders der Gächinger Bauernsohn, Elenhans, hervor, der die Männer des Kirchspiels organisierte und mehrere Streifzüge ins kaiserliche Lager unternahm. In einem Gefecht wurden 32 Soldaten getötet und in einem Massengrab verscharrt. 1636 wütete die Hungersnot und bald darauf die Pest. Von vormals 370 Einwohnern überleben nur 58 den großen Krieg.
Von 1640 bis 1648 gingen 30 Uracher Ortschaften – darunter Würtingen, Ohnastetten und Bleichstetten – an die Grafschaft Achalm und wurden Vorderösterreich eingegliedert. Mit dem Westfälischen Frieden fiel die Herrschaft Achalm wieder an Württemberg zurück.

## Religion
Kirchlich-evangelisch gehörte Bleichstetten zunächst zu Gächingen, ab 1556 zu Würtingen, von wo es bis heute noch betreut wird. Das evangelische Pfarramt Gächingen betreut auch die Kirchengemeinde Lonsingen. Die Gächinger Katholiken orientieren sich nach Urach.
Die frühere kirchliche Zugehörigkeit Ohnastettens ist nicht bekannt. Im 15. Jahrhundert bekam der Ort jedoch eine eigene Pfarrei St. Mauritius, die dem Kloster Offenhausen inkorporiert wurde. Die Reformation wurde 1534 eingeführt. Die evangelische Kirchengemeinde des Ortsteils Ohnastetten gehörte bis 1939 zum Kirchenbezirk Bad Urach. Mit Wirkung vom 1. April 1939 wurde sie in den Kirchenbezirk Reutlingen umgegliedert und vom Pfarramt Holzelfingen betreut.
Upfingen war kirchlich zunächst Filiale von Gächingen. Das Pfarramt Upfingen betreut auch die Nachbarkirchengemeinde Sirchingen.
Die evangelische Kirchengemeinde Würtingen umfasst den Ortsteil Würtingen der Gemeinde St. Johann und die Staatsdomäne Oberer Lindenhof (Gemeinde Eningen unter Achalm), die 1946 von der Kirchengemeinde Eningen unter Achalm (Kirchenbezirk Reutlingen) in die Kirchengemeinde Würtingen umgegliedert wurde.
Die evangelischen Gemeinden der Ortsteile gehören zum Kirchenbezirk Bad Urach-Münsingen der Evangelischen Landeskirche in Württemberg. Ohnastetten gehörte bis Ende 2020 gemeinsam mit Holzelfingen zum Kirchenbezirk Reutlingen, die Gemeinden wechselten dann aber im Rahmen des württembergischen Pfarrplanprozesses mit Wirkung zum 1. Januar 2021 zu Bad Urach-Münsingen.

## Politik

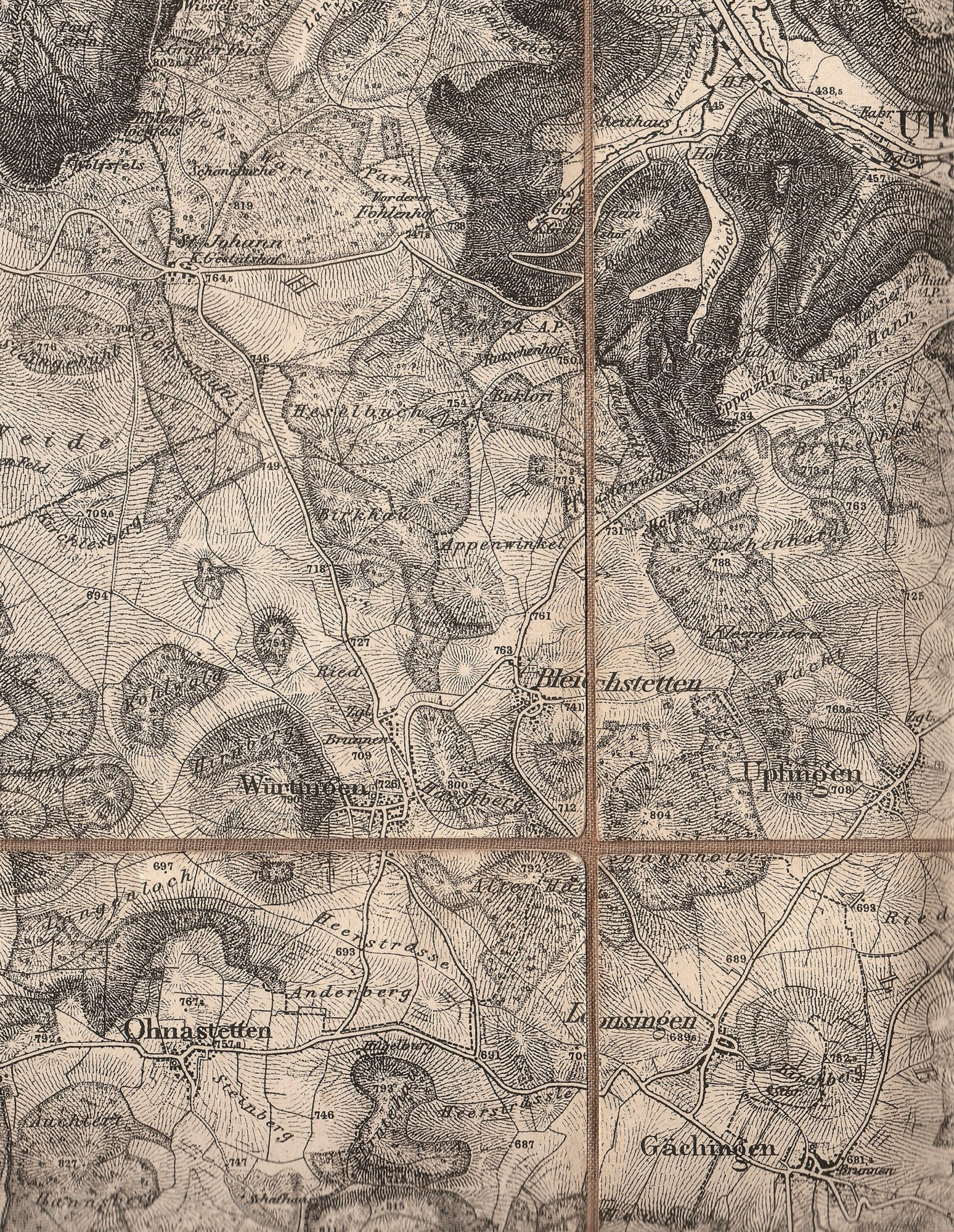
St. Johann im Jahre 1892

### Gemeinderat
In St. Johann wird der Gemeinderat nach dem Verfahren der unechten Teilortswahl gewählt. Dabei kann sich die Zahl der Gemeinderäte durch Überhangmandate verändern. Der Gemeinderat in St. Johann besteht nach der letzten Wahl aus den gewählten 18 (2019: 20) ehrenamtlichen Gemeinderäten und dem Bürgermeister als Vorsitzendem. Der Bürgermeister ist im Gemeinderat stimmberechtigt. Die Kommunalwahl am 9. Juni 2024 führte zu folgendem Ergebnis.
| Parteien und Wählergemeinschaften | Parteien und Wählergemeinschaften  | % 2024  | Sitze 2024 | % 2019  | Sitze 2019 | Kommunalwahl 2024 %50403020100 43,44 %33,16 %10,82 %12,58 % FWNLOBLWfSGewinne und Verlusteim Vergleich zu 2019 %p 10 8 6 4 2 0 −2 −4 −6 −8−10−12+6,01 %p−10,81 %p−4,22 %p+9,02 %pFWNLOBLWfS |
| FW                                | Freie Wählervereinigung St. Johann | 43,44   | 8          | 37,43   | 7          | Kommunalwahl 2024 %50403020100 43,44 %33,16 %10,82 %12,58 % FWNLOBLWfSGewinne und Verlusteim Vergleich zu 2019 %p 10 8 6 4 2 0 −2 −4 −6 −8−10−12+6,01 %p−10,81 %p−4,22 %p+9,02 %pFWNLOBLWfS |
| NL                                | Neue Liste                         | 33,16   | 6          | 43,97   | 9          | Kommunalwahl 2024 %50403020100 43,44 %33,16 %10,82 %12,58 % FWNLOBLWfSGewinne und Verlusteim Vergleich zu 2019 %p 10 8 6 4 2 0 −2 −4 −6 −8−10−12+6,01 %p−10,81 %p−4,22 %p+9,02 %pFWNLOBLWfS |
| OBL                               | Offene Bürgerliste                 | 10,82   | 2          | 15,04   | 3          | Kommunalwahl 2024 %50403020100 43,44 %33,16 %10,82 %12,58 % FWNLOBLWfSGewinne und Verlusteim Vergleich zu 2019 %p 10 8 6 4 2 0 −2 −4 −6 −8−10−12+6,01 %p−10,81 %p−4,22 %p+9,02 %pFWNLOBLWfS |
| WfS                               | Wir für St. Johann                 | 12,58   | 2          | 3,56    | 1          | Kommunalwahl 2024 %50403020100 43,44 %33,16 %10,82 %12,58 % FWNLOBLWfSGewinne und Verlusteim Vergleich zu 2019 %p 10 8 6 4 2 0 −2 −4 −6 −8−10−12+6,01 %p−10,81 %p−4,22 %p+9,02 %pFWNLOBLWfS |
| gesamt                            | gesamt                             | 100,0   | 18         | 100,0   | 20         | Kommunalwahl 2024 %50403020100 43,44 %33,16 %10,82 %12,58 % FWNLOBLWfSGewinne und Verlusteim Vergleich zu 2019 %p 10 8 6 4 2 0 −2 −4 −6 −8−10−12+6,01 %p−10,81 %p−4,22 %p+9,02 %pFWNLOBLWfS |
| Wahlbeteiligung                   | Wahlbeteiligung                    | 66,71 % | 66,71 %    | 66,09 % | 66,09 %    | Kommunalwahl 2024 %50403020100 43,44 %33,16 %10,82 %12,58 % FWNLOBLWfSGewinne und Verlusteim Vergleich zu 2019 %p 10 8 6 4 2 0 −2 −4 −6 −8−10−12+6,01 %p−10,81 %p−4,22 %p+9,02 %pFWNLOBLWfS |

### Bürgermeister
Der Bürgermeister wird für eine Amtszeit von acht Jahren gewählt. Am 8. Februar 2015 wurde Florian Bauer im zweiten Wahlgang mit 51,1 Prozent der Stimmen gewählt. Er wurde am 26. Februar 2023 im zweiten Wahlgang mit 47,8 Prozent der Stimmen für eine zweite Amtszeit wiedergewählt.
- 1972–1999: Raimund Speidel
- 1999–2015: Eberhard Wolf
- seit 2015: Florian Bauer (FDP)

### Wappen und Flagge
|  |  |

| | Blasonierung: „In Blau ein steigendes silbernes Ross vor einer abgeschnittenen goldenen Ähre mit Grannen.“ |
| Wappenbegründung: Nach Eingliederung eines Ortes in die frühere Gemeinde Würtingen wurde durch deren Vereinigung mit vier weiteren Orten am 1. Januar 1975 eine neue Gemeinde gleichen Namens gebildet. Seit dem 1. September 1976 trägt diese den Namen des 1767 entstandenen württembergischen Gestüts St. Johann, auf das sich das steigende silberne Ross im Wappen bezieht. Die Ähre symbolisiert die Landwirtschaft als die gemeinsame wirtschaftliche Grundlage in der Geschichte aller sechs Gemeindeteile. Die Bannerflagge der Gemeinde ist weiß-blau gestreift und trägt das Wappen in der oberen Hälfte. Der Gemeinde wurde das Wappen wurde – gemeinsam mit der Flagge – am 30. März 1977 durch das Landratsamt Reutlingen verliehen. | |

#### Wappen der früher selbstständigen Gemeinden

Gächingen
Lonsingen
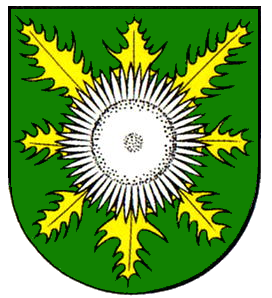
Ohnastetten
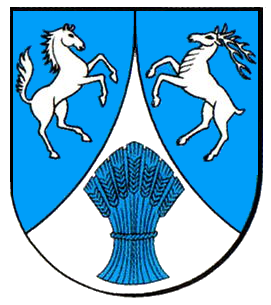
Würtingen
Upfingen

### Gemeindepartnerschaft
St. Johann unterhält seit dem 30. Oktober 1999 eine Partnerschaft mit den französischen Kleinstadt Thénezay im Département Deux-Sèvres.

## Kultur und Sehenswürdigkeiten

### Musik
Die Gächinger Kantorei wurde 1954 von Helmuth Rilling gegründet; sie hat heute ihren Sitz in Stuttgart.

### Bauwerke

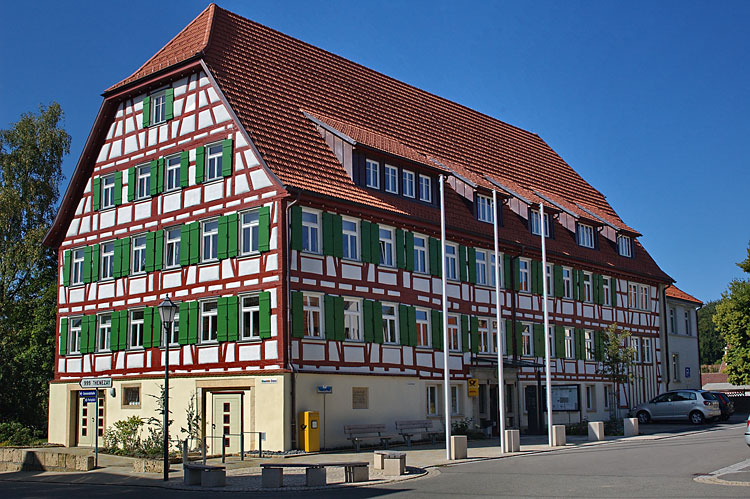
Historisches Rathaus Würtingen

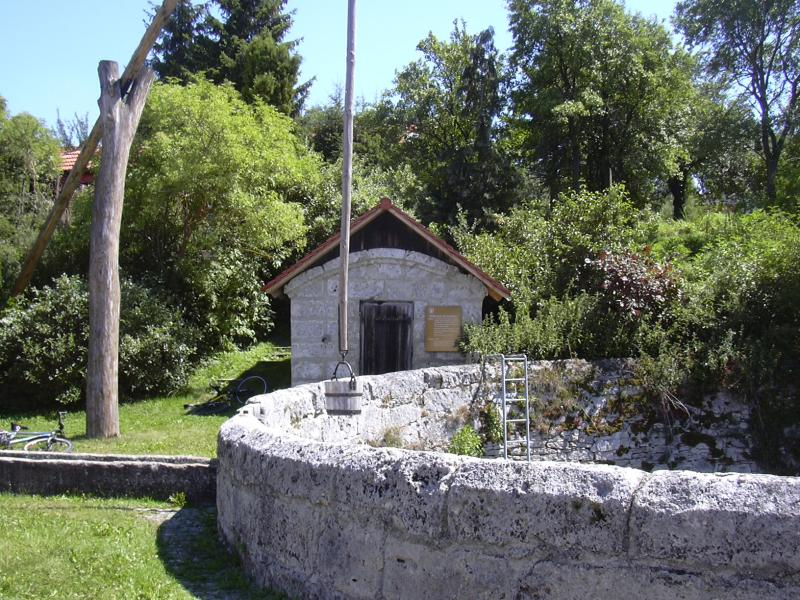
Rossbrunnen in Lonsingen

Ehem. Getreidemühle in Würtingen

- Evangelische Christuskirche in Bleichstetten: Kirchlich gehörte Bleichstetten zunächst zu Gächingen, ab 1556 zu Würtingen, von wo es bis heute noch betreut wird. Im 18. Jahrhundert wurde in Bleichstetten eine eigene Kirche erbaut, die aber 1951 abgebrochen wurde, da bis 1953 von dem Stuttgarter Architekt Heinz Klatte die heutige Christuskirche mit östlichem Chorturm erbaut wurde. Der Taufstein ist eine Erinnerung an den Altar der alten Kirche: er ist aus dessen Stein gemeißelt. Der Altar aus Tuffstein hat einen Bildtafel-Aufsatz vom Stuttgarter Kunstmaler Wolf-Dieter Kohler mit Malerei auf Holz: Kreuzigung, Pantokrator, kluge und törichte Jungfrauen und weitere Szenen. Die Kanzel trägt die vier Evangelistensymbole.[15]
- Evangelische Georgskirche in Gächingen: Bereits im Jahre 1275 sind Kirche und Pfarrei Sankt Georg erwähnt. Die romanische Wehrkirche mit wehrturmartigem Westturm wurde spätgotisch erweitert, 1619 umgebaut, 1705 und 1757 verändert und erneuert. Dem nach Osten polygonal geschlossenen Saalbau fügt sich ein mächtiger viereckiger Westturm an. Das Glockengeschoss ist von einem achteckig überstehenden Spitzhelm abgedeckt. An der Nordseite befindet sich romanisches Mauerwerk mit kleinen Rundbogenfenstern. Zuletzt gab es 1962–64 sowie 2009 Renovierungen. 1964 schuf der Stuttgarter Künstler Wolf-Dieter Kohler 1964 drei farbverglaste Chorfenster mit den Gleichnis-Themen Barmherziger Samariter, Das große Abendmahl und Verlorener Sohn.
- Evangelische Auferstehungskirche in Lonsingen: Die Kirche von 1449 wurde abgebrochen, nachdem 1959 vom Münsinger Architekt Fritz Schäuffele die heutige Kirche als Gemeindehaus erbaut war. 1970 wurde vom Reutlinger Architekt Manfred Wizgall die Kirche angebaut.
- Evangelische Pankratius-Kirche in Ohnastetten: Die Kirche wurde 1763 erbaut. Doch bereits vor 1430 stand an selber Stelle eine kleine Kapelle. Sie war dem heiligen Mauritius geweiht. Um das Jahr 1460 erhielt Ohnastetten einen eigenen Pfarrer. Die Kapelle wurde zur Pfarrkirche ernannt und vom Kloster Offenhausen inkorporiert. Das Kloster Offenhausen war aber dem heiligen Pankratius geweiht, sodass beide Patrozinien beibehalten wurde. Der Name „Pankratiuskirche“ hat sich auch nach Einführung der Reformation 1534 erhalten. Nach der Zerstörung der Kirche während des Dreißigjährigen Krieges dauerte es mit einem Neubau bis 1763. Der erhielt in der Folgezeit Anbauten wie Anfang der 1970er Jahre das Gemeindehaus, wo auch die weit über die Region hinaus bekannte Franziska-Bibliothek mit ihren 384 Bänden verwahrt ist, für die damals arme Gemeinde eine Schenkung der frommen Franziska von Hohenheim (1748 – 1811), der zweiten Ehefrau des Herzogs Carl Eugen von Württemberg. Die wertvolle Sammlung ist mit ihrem religiösen, kirchengeschichtlichem, philosophischen und literarischen Inhalt eine wahre Fundgrube für Historiker. Gemälde beider Kirchenpatrone zieren die Kirche mit dem schwarzen Schiefer-Turm.[16]
- Evangelische Marienkirche in Upfingen: Die spätgotische Marienkirche wurde ab dem Jahr 1448 erbaut und zuletzt 1992 renoviert.[17] Sie war wohl als Wallfahrtskirche geplant, was ihre für den Ort relativ monumentale Erscheinung erklärt, und hat einen gotischen Chor mit Kreuzgewölbe. Im Zuge der Reformation wurde sie 1534 evangelisch. Aus ihrer Frühzeit stammt das Wandbild des Christophorus an der Südwand des Kirchenschiffes und an der Nordwand des Chores eines mit dem Motiv der Schutzmantelmadonna und Jesus Christus. Vermutlich wurde es von dem wohl an Epilepsie leidenden Graf Ludwig II. von Württemberg oder seiner Mutter Mechthild von der Pfalz gestiftet. Des Grafen Wallfahrten nach Upfingen werden nämlich erwähnt. Möglicherweise stammen die Fresken aus der Schule des Malers und Kupferstechers Martin Schongauer. Die kunstvolle Steinmetzarbeit des Taufsteins wird auf die Zeit um 1530 datiert. Er könnte von Christoph von Urach, dem Künstler der Amanduskirche Bad Urach geschaffen sein. Aus der Spätrenaissance um das Jahr 1600 haben sich für süddeutsche Kirchen (evangelisch wie katholisch) sehr seltene Beispiele von Glasmalerei erhalten, nämlich in zwei neuzeitlichen, klarverglasten Fenstern je eine farbige Einlage, aus Resten von Kabinett- oder Wappenscheiben aus dem Jahr 1607 gestaltet. Im linken Fenster ist erkennbar vor allem ein Stier, wohl als Symbol des Evangelisten Lukas, darunter eine Inschrift mit der Erwähnung von Johannes Scheerer, damals fürstlicher Kellermeister auf der Festung Hohentwiel; rechts mehrere allegorische Motive (Zeit und Macht, Leben und Tod, ein sich für seine Jungen aufopfernder Pelikan als Christussymbol) sowie die Namenserwähnung von Christoph Gastpar, dem damaligen Klosterverwalter von Denkendorf. Es ist bisher nicht geklärt, in welcher Beziehung diese Glasmalerei zur Marienkirche Upfingen steht, jedenfalls standen die genannten herzoglichen Beamten in Bausachen mit dem bekannten württembergischen Renaissance-Baumeister Heinrich Schickhardt im Dienst- und Briefverkehr und stammen nicht aus Upfingen. Stilistisch und glasmaltechnisch könnten diese Scheiben von dem Augsburger Glasmaler Achilles Miller stammen, der 1608 vergleichbare Kunstwerke für die evangelische Dreifaltigkeitskirche Haunsheim geschaffen hat. Die Barockorgel des Orgelbauers Hagemann stammt aus dem Jahr 1777.
- Evangelische Andreas-Kirche in Würtingen:[18][19] Seit 1275 ist eine Andreaskirche in Würtingen bezeugt. Der älteste Teil ist der romanische Chorturm. Romanisch sind die rundbogigen Blendnischen in der Süd- und Nordwand. Die Sakristeitür und der an der Südseite angebrachte „Andreasstein“ sind gotisch. Die älteste Glocke, die Taufglocke, stammt aus dem 14. Jahrhundert und trägt die Namen der vier Evangelisten. In den Taufstein, den Löwenköpfe zieren, ist als Datum der 13. Mai 1534 eingemeißelt. Dieses Datum bezeichnet den Beginn der Reformation in Württemberg, die dem Reformator Ambrosius Blarer übertragen wurde. Der Stein stammt aus der Steinmetzwerkstätte Joseph Schmids und Christophs von Urach. Der Kruzifixus mit spätgotischem Corpus, der Taufstein aus der Frührenaissance und die Brüstungsbilder aus der Zeit nach dem 30-jährigen Krieg stammen noch aus der Vorgängerkirche. Das heutige Kirchenschiff und die Kanzel wurden 1754 fertig gestellt. Die barocken Wandmalereien wurden bei Renovierungsarbeiten im Jahre 1990 „wiederentdeckt“ und in den Jahren 1992 bis 1995 freigelegt und restauriert (Landesdenkmalamt: „Vollkommenheit und Fülle … einer besonders guten Qualität derartiger Ausmalungen aus der Zeit des 18.Jahrhunderts“). Die Künstlerin Heidi Foerster-Freudig gestaltete 1964 das Kanzelfenster in der Südwand mit biblischen Motiven.[20] Das Würtinger Pfarrhaus wurde 1613 renoviert. Man ließ dafür durch Heinrich Schickhardt einen Kostenvoranschlag erstellen. Der heutige Bau stammt aus dem Jahre 1752. Frühe Pfarrer der Andreaskirche seit der Reformation waren: 1557–1602 Gregor Hartmann, 1602–1607 Valentin Lettenbauer, 1607–1621 Johannes Hegel, 1621–1635 Abraham Schwägerlein (flieht nach Pfullingen und hält sich nach seiner Entlassung dort eine Zeit lang in Reutlingen auf), 1635–1637 unbesetzt (Johann Georg Hegel), 1637–1641 Nikolaus Müller II., 1641–1662 Würtingen wird nach Upfingen eingepfarrt, 1662–1673 Christoph Schlickenecker, 1673–1684 Christoph Ilg, 1684–1693 G. Michael Schlegel 1693–1704 Johannes Konrad Harter.[21]
- Aussichtsturm auf der Hohen Warte
- Rathaus in Würtingen, Fachwerkbau von 1744
- Rossbrunnen in Lonsingen
- Getreidemühle in Würtingen (wurde 2010 abgerissen)

### Vereine
Die evangelikale Deutsche Indianer Pionier Mission wurde 1962 gegründet und hat ihren Sitz in Lonsingen.
In Würtingen gibt es einen Verein, den Soifa-Bobby-Club St. Johann e. V., der in Würtingen ein Rennen mit Bobby-Cars und Seifenkisten durchführt.
 Vor 25 Jahren wurde der Verein „Kunstforum St. Johann e. V.“ gegründet, schon viele Jahre zuvor hatten sich Kunstschaffende aus der Region zusammengeschlossen. Der Verein veranstaltet Ausstellungen, Konzerte, Workshops und andere Events. (www.kunstforum-st-johann.de)

## Wirtschaft und Infrastruktur

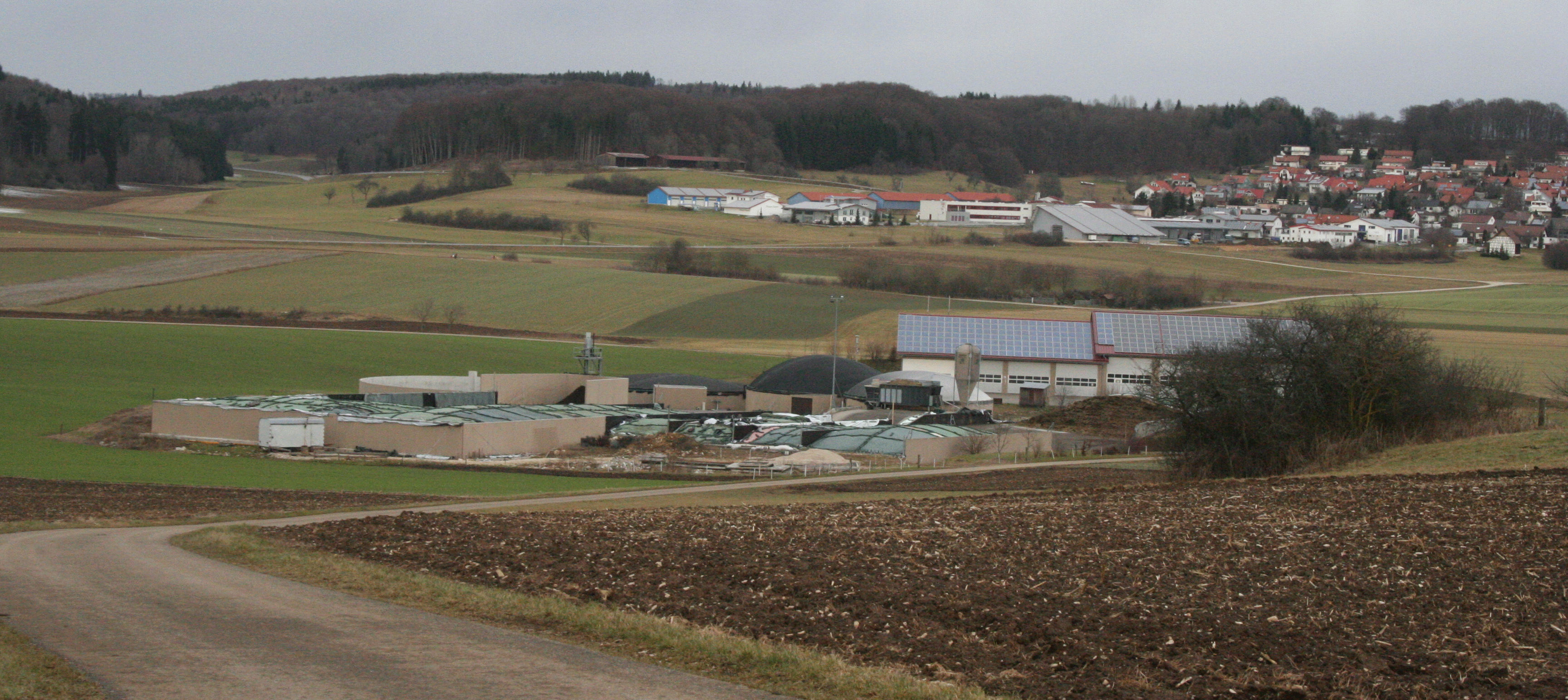
Kleinindustrie und intensive landwirtschaftliche Nutzung prägen die Ortsränder der Teilgemeinden. Hier eine Biogasanlage auf der Gemarkung Upfingens

### Verkehr
Die Landesstraße 380 verbindet Gächingen, Lonsingen und Würtingen im Norden mit Reutlingen. Die Landesstraße 249 verbindet Lonsingen und Upfingen mit Bad Urach. Die Ortsteile sind untereinander über Kreisstraßen verbunden.
Der Öffentliche Nahverkehr wird durch den Verkehrsverbund Neckar-Alb-Donau (NALDO) gewährleistet. Die Gemeinde befindet sich in der Wabe 221.

### Staatliche Einrichtungen

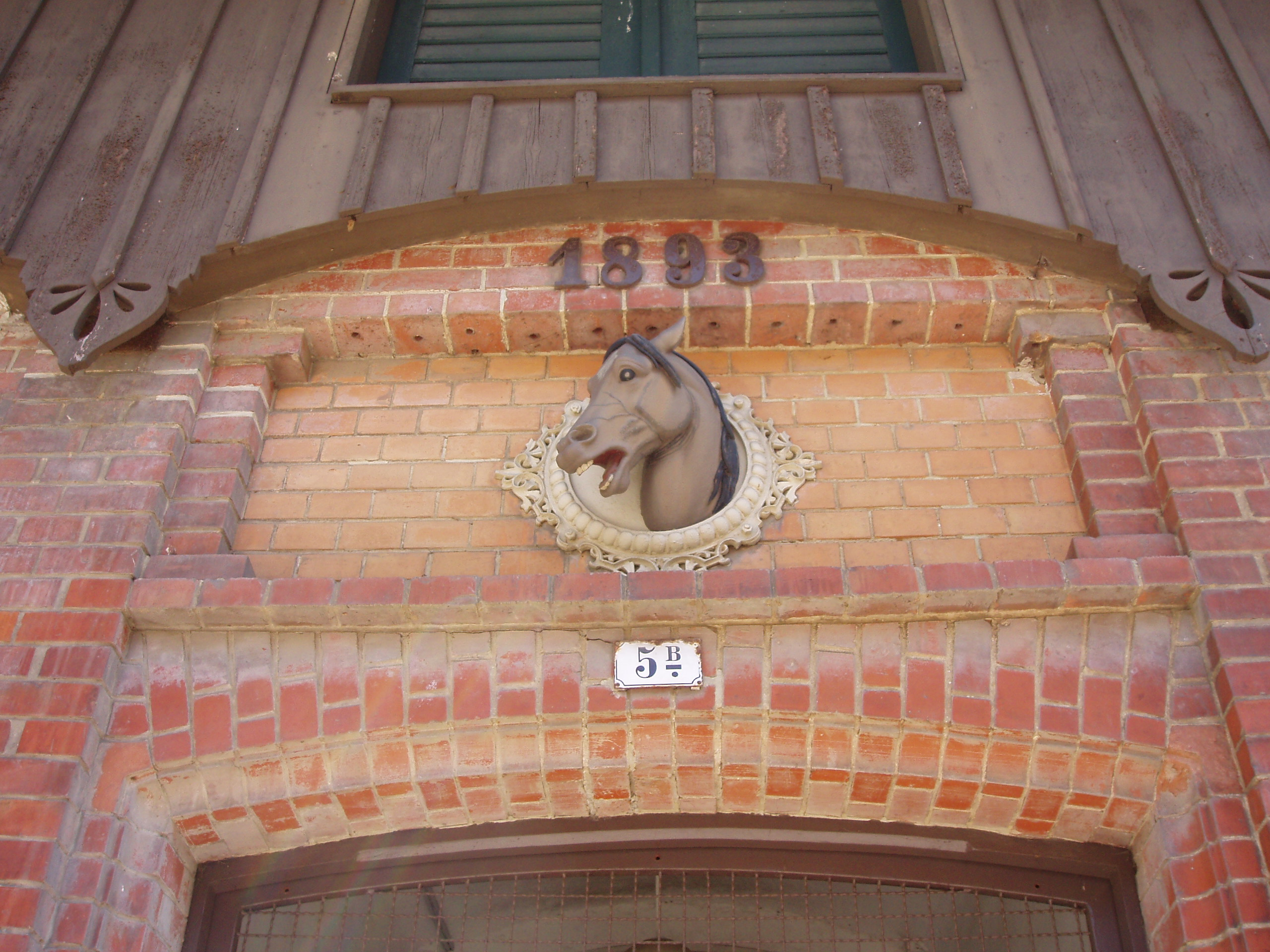
Medaillon mit Hochrelief eines Pferdekopfes über einem Stalltor

Der Gestütshof St. Johann ist eine Domäne des Haupt- und Landgestüts Marbach. Dort wurden schon im 17. Jahrhundert Pferde gehalten. Er hat der Gemeinde seinen Namen gegeben.

### Bildung
- Musikschule St. Johann
- Nachbarschaftsgrundschule Lonsingen
- Grund- und Hauptschule mit Werkrealschule Würtingen

## Persönlichkeiten

### Ehrenbürger
- Ehrenbürger der Gemeinde Würtingen:
  - Stephan Haid (1874–1932), geboren in Würtingen, Oberlehrer und Organist,
- Ehrenbürger der Gemeinde St. Johann:
  - Helmuth Rilling (* 1933), Gründer, Dirigent und Leiter der Gächinger Kantorei und Int. Bachakademie Stuttgart
  - Raimund Speidel, Bürgermeister von 1972 bis 1999

### Söhne und Töchter der Gemeinde
- Hans-Jerg Brendlin (1609–1677), geboren in Gächingen, Anführer einer Bauernmiliz im Dreißigjährigen Krieg, genannt der Elenhans.
- Johann Georg Hegel (1615–1680), geboren in Würtingen, lutherischer Pfarrer, Stammvater der „ehrbaren“ Familie Hegel in Württemberg
- Eberhard Friedrich Hiemer (1682–1727), lutherischer Theologe
- Philipp Gottlieb Seeger (1751–1774), geboren in Ohnastetten, Philosoph, Theologe und Autor
- Johann Wilhelm Camerer (1763–1847), geboren in Ohnastetten, protestantischer Theologe, Mathematiker, Astronom und Mathematikhistoriker
- Johann Philipp Rau (1781–1833), geboren in Würtingen, Gerichtsnotar, Landtagsabgeordneter
- Theodor Grözinger (1828–1893), geboren in Ohnastetten, württembergischer Oberamtmann
- Christoph Siegfried Langbein (1880–1921), Pfarrer in Ohnastetten und Hobbyfotograf.
- Eugen Lutz (1882–1922), geboren in Lonsingen, württembergischer Oberamtmann
- Friedrich Wilhelm „Fritz“ Schnitzler (1928–2011), geboren in Ohnastetten, war ein deutscher Landwirt, Politiker der CDU, Wirtschaftsmanager und Bauernverbandsfunktionär. In Ohnastetten war er vor der Eingemeindung Gemeinderat und stellvertretender Bürgermeister, danach Ortsvorsteher und Ortschaftsrat.

### Persönlichkeiten, die vor Ort gewirkt haben
- Franziska von Hohenheim (1748–1811), Herzogin von Württemberg, stiftete 1786 die Franziska-Bibliothek in Ohnastetten.
- Albrecht Weyermann (1763–1832), deutscher Geistlicher und Literaturhistoriker, war Pfarrer in Würtingen.
- Lothar Schall (1924–1996), Maler, unterhielt ab 1973 ein Atelier in Gächingen.
- Frank Christoph Schnitzler (* 1970), Maler, Schüler von Lothar Schall, unterhielt von 1990 bis 2008 ein Atelier in Ohnastetten.